# شهرستان نوستینو
شهرستان نوستینو (به بلغاری: Nevestino Municipality) یک شهرستان در بلغارستان است که در استان کیوستندیل واقع شده‌است. شهرستان نوستینو ۴۳۹٫۶۹ کیلومتر مربع مساحت و ۲٬۸۲۱ نفر جمعیت دارد.